# 下比亞沃區
7°01′51″S 76°28′35″W / 7.0308°S 76.4764°W
下比亞沃區（西班牙語：Distrito de Bajo Biavo），是秘魯的一個區，位於該國中北部聖馬丁大區的貝亞維斯塔省，始建於1944年1月31日，面積975.4平方公里，海拔高度230米，2005年人口8,594，人口密度每平方公里8.8人。